# 丸塚香奈
丸塚 香奈（まるつか かな、7月27日 - ）は、日本の女性声優。JTBエンタテインメント所属。兵庫県出身。

## 略歴
小学校時代にテレビアニメ『らんま1/2』の再放送を見て好きになり、「どうやってアニメが作られるのか」を調べていくうちに声優の存在を知ったという。その後、『機動戦士ガンダムSEED』に熱中して声優の演技で泣くという経験を初めてして、「声優の演技ってすごいな」と改めて思い、目指すようになったという。当時は『ガンダムシリーズ』が好きで、ガンプラを製作したり、機体番号を覚えたりしていたという。当時『機動戦士ガンダムSEED』は女性声優が二役を演じていることが多く、桑島法子はナタルとフレイ、田中理恵はラクスとミーアを演じており、同じ声優が演じていたが、「まったく違う人物が話しているように見えるのがすごい」と思っていたという。丸塚自身は桑島と田中は、尊敬している声優と述べている。
大阪アニメーションカレッジ専門学校声優学科アニメ声優コース卒。

## 人物
趣味はセルフネイル 、間取り、部屋のインテリア鑑賞 、歌唱 、カフェ巡り 、韓国語の勉強。
特技はイラスト 、水泳 、百人一首 、早起き。

## 出演
太字はメインキャラクター。

### テレビアニメ
2011年
- 輪るピングドラム（レストランの客2）

2012年
- しばいぬ子さん（優人）
- だから僕は、Hができない。（乱橋先生）

2013年
- AMNESIA（イッキファン3）

2014年
- 一週間フレンズ。（クラスメイト）
- デンキ街の本屋さん（アナウンス、たくましい女子、カップル女、気弱少年）
- 未確認で進行形（女子生徒）

2015年
- 純情ロマンチカ3（女子たち)
- 城下町のダンデライオン（事務官＃2、卯月）
- にゅるにゅる!!KAKUSENくん（スマホ、親知らず）

2016年
- この美術部には問題がある!（国川涼子）
- シュヴァルツェスマーケン（マライ・ハイゼンベルク、ハンス・ヴィーデマン）
- ばくおん!!（アキナ、ヤマ坊）

2017年
- キノの旅 -the Beautiful World- the Animated Series（女性）

### ゲーム
- ガールフレンド（仮）（2013年、山田はな[6]）
- ヒーローズプレイスメント（2014年、松坂のえる、七園沙知、種子島依子、天竜つづじ、南京あずまや）
- モンスター烈伝 オレカバトル 新一章（2014年、タコリン、リムゴン）

### 吹き替え
- おっぱいゾンビ（Z）
- オー・マイ・クムビ（ホ・ジェギョン）
- 複数の時計（2013年、ノラ）
- ブレンダンとケルズの秘密（アシュリン）
- 雪の女王 新たなる旅立ち

### ドラマCD
- 虹色スクランブルが咲く街（出演時期不明、OL2、メンバー2）
- 天下統一恋の乱 Love Ballad〜俺とお前の絆語り〜其の一 幸村・才蔵編（2019年）
- 淡海乃海 水面が揺れる時〜三英傑に嫌われた不運な男、朽木基綱の逆襲〜（2021年、芥[7]）

### ラジオ
- ラジオ日本
  - カフェラテ・ドラマ・ファクトリー

### CD
- ユニバーサルミュージック 萌え系CD
  - たまらんワードコレクション〜恋愛・家庭編〜

### 舞台
- 板橋演劇センター「ヘンリー六世 第三部」板橋区立文化会館小ホール - ボーナ 役
- 劇団東京ペンギン旗揚げ公演「ハッピー☆ハッピーアイスクリーム」 シアターTHE GUIDE - メロンシャーベット 役
- 劇団東京ペンギン第2回公演「東京エンペラー」 シアターグリーンBASETHEATER - アカコ 役

### ライブ
- 西荻窪アニメソングフェスティバル 西荻窪ターニング
- 娘式音楽秘宝館 秋葉原ROKET GATE
- らぶドル天国! DRESS AKIBA HALL

### MC
- 渡部優衣ソロデビューシングル発売記念インストアライブ 神田K-HALL
- ラジオ会館 大納涼祭 USTREAM番組 アシスタントMC
- 渡部優衣「SecretMelody」DVD発売記念イベント 神田K-HALL
- ミライノチカラ（2018年3月9日、渋谷TAKEOFF7）MC[8]

### VOMIC
- 集英社VOMIC「CRASH!」（ガヤ）